# Norra Mindanao

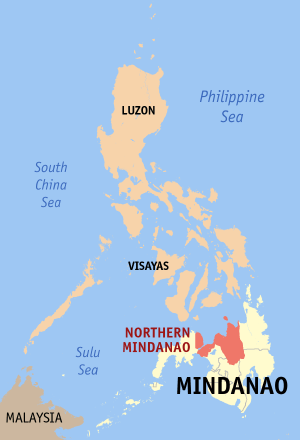
Norra Mindanaos läge.

Norra Mindanao (Hilagang Mindanao; region X) är en region i Filippinerna, belägen på ön Mindanaos norra del. Den har 4 003 100 invånare (2006) på en yta av 16 924,9 km² och består av de fem provinserna Bukidnon, Camiguin, Lanao del Norte, Misamis Occidental och Misamis Oriental.
Regionhuvudstad är Cagayan de Oro City. Lanao del Norte tillhörde tidigare den före detta regionen Centrala Mindanao.
Bland språk som talas finns cebuano, filipino och engelska. 